# Disney Noël (1993)
 (juin 2020).
Si vous disposez d'ouvrages ou d'articles de référence ou si vous connaissez des sites web de qualité traitant du thème abordé ici, merci de compléter l'article en donnant les références utiles à sa vérifiabilité et en les liant à la section « Notes et références ».

Disney Noël 1993 est une émission de télévision française produit par Buena Vista Productions et diffusée sur TF1 le samedi 25 décembre 1993.

## Synopsis
L'émission fut diffusée en milieu d'après-midi de 15h15 à 17h35 sur TF1 le samedi 25 décembre 1993 et présentée par Anne et Stéphane Tapie.
Il s'agissait d'une émission annuelle pour les enfants à l'occasion de Noël, reprenant plusieurs éléments Disney (échantillon de dessins-animés, chansons).
L'action se déroule en Tunisie, où Anne et Stéphane viennent passer quelques jours de vacances et y vivent plusieurs petites aventures et expériences au travers de seize sketchs.

## Les sketchs
Voici la liste des 16 sketchs de l'émission:
1. L'aéroport: Les deux animateurs sont accueillis à l’atterrissage en Tunisie par des fleurs et Stéphane Tapis annonce qu'ils vont aller visiter le Souk. Celui-ci ayant tout organiser Anne le compare à Merlin l'enchanteur, mais Stéphane préfère la comparaison avec Aladdin et son tapis volant.
2. Le Ksar 1: Anne et Stéphane, se promène dans le Ksar Ouled Soltane à la recherche d'un cadeau pour la fiancée de Stéphane. Ils vont à la rencontre d'un marchand nommé Soliman chez qui ils essaient de trouver une robe en vain. Devant la difficulté de Stéphane à choisir, Anne lui suggère de faire comme les souris dans Cendrillon et de fabriquer lui-même la robe.
3. Le Ksar 2: Les animateurs s'amusent à identifier les produits qu'ils voient et sentent. Stéphane identifie de la cannelle et du cumin avant de faire une farce à Anne en lui faisant goûter du piment. Ils se dirigent ensuite vers un marchand afin de lui acheter des babouches, avant d'être entraîné par Anne vers un marchand de livres. Devant l'enthousiasme de sa camarade pour les contes, Stéphane la compare à Belle lorsque celle-ci va emprunter des livres au libraire.
4. Le Ksar 3: Anne et Stéphane, font la promotion des séjours à Eurodisney ainsi que des cadeaux que peuvent gagner les enfants en jouant avec TF1 et la collection Magic Disney en appelant le 36-68-90-00: l'appareil photo en forme de voiture de Donald, un peluche de Dumbo, des raquettes qui scratchent et un sac avec un radio incorporée. Ils se dirigent ensuite en coin de la place où se trouvent des chèvres et des oranges, mais surtout un charmeur de serpent. Les animateurs comparent ensuite la scène avec celle Kaa tente d'hypnotiser Mowgli, Anne allant jusqu'à imiter le serpent.
5. Les dromadaires: Stéphane demande à Anne si elle n'en a pas un peu marre des bouquins, ce à quoi cette dernière répond par la négative, incitant par la même occasion son compère à lui proposer d'aller à la rencontre d'un authentique conteur. Pour ce faire, ils vont utiliser des dromadaires, les "taxis du désert". Bien qu'en ayant déjà fait ... sur des manèges, Stéphane indique à Anne que l'on peut avoir le mal de cœur, même si l'on peut également l'avoir en train. Anne rebondit en indiquant qu'il existe le train du bonheur, appelé comme ça par Mme Jumbo, la mère de Dumbo, le jour où elle a reçu son petit.
6. Les palmiers: Anne et Stéphane, se promènent au milieu des palmiers. Sachant qu'ils produisent des dattes, Anne pensent que pour aller les récolter il suffit d'escalader les arbres. Stéphane en comparant alors Anne aux singes la vexe, mais ils passent vite à autre chose en appréciant l'endroit exceptionnel où ils se trouvent, surtout que l'eau est rare dans le désert. Anne fait alors la comparaison avec Dingo et Donald lorsque ceux-ci sont coincés dans le désert avec leur automobile à court de carburant. Anne propose alors d'aller à la recherche de ces derniers, tandis que Stéphane reste à l'ombre des palmiers.

## Les Dessins Animés
Au cours de l'émission 15 dessins-animés ou extraits de dessins animés furent diffusés entre chaque sketchs, chacun étant introduit dans le sketch le précédent par Anne et Stéphane.
Voici la liste exacte des dessins-animés dans l'ordre de diffusion:
1. Aladdin, passage où Aladdin découvre le tapis
2. Cendrillon, passage où Gus et Jack fabrique la robe de Cendrillon
3. La Belle et la Bête, passage où Belle va à la Bibliothèque du village
4. Le Livre de la jungle, passage où Kaa Hypnotise Mowgli
5. Dumbo
6. Déboires sans boire
7. Le Livre de la jungle, le passage où Mowgli tombe sous le charme de la jeune fille du village
8. Aladdin, le passage de la caverne aux merveilles entre Jafar et son premier complice
9. Alice au pays des merveilles, passage avec Alice et la Chenille
10. Fantasia le passage de la danse entre une autruche et un hippopotame
11. Le Brave Petit Tailleur
12. Alice au pays des merveilles, le passage du thé avec le Lièvre Toqué et le Chapelier fou
13. Pinocchio, passage de l'Île aux plaisirs où les enfants se transforment en âne
14. Dingo Architecte
15. Merlin l'Enchanteur, passage lorsque Merlin utilise la magie pour libérer Moustique de ses tâches au château